# Prades (famiglia)
I Prades sono una famiglia di origine reale, originata dai Sovrani d'Aragona della casa di Barcellona.

## Storia
Il loro capostipite è Pietro IV di Ribagorza, figlio di Giacomo II di Aragona detto il Giusto, che diede origine alla linea dinastica dei conti di Prades, titolo estinto per primogenitura maschile nella famiglia Ventimiglia.
Capostipite del ramo siciliano fu Giacomo, secondogenito del terzo conte di Prades, il quale accompagnò in Sicilia alla fine del XIV secolo Martino I di Aragona, suo consanguineo,  da cui ebbe diverse cariche, tra le quali la luogotenenza reale ed il grande ammiragliato, fu inoltre governatore di Catania ed ebbe per sé Caccamo.

## Arma
Inquartato in decusse, nel 1° e 4° d'oro a quattro pali di rosso; nel 2° e 3° d'azzurro, seminato di gigli d'oro.

## Persone
Margherita di Prades, moglie di Martino I d'Aragona.